# 모니카 셀레스
모니카 셀레스(Monica Seles, 헝가리어: Szeles Mónika, 세르비아어: Моника Селеш, Monika Seleš, IPA: [/sɛlɛʃ/], 1973년 12월 2일 ~ )는 은퇴한 미국 국적의 전 세계 랭킹 1위 테니스 선수이다. 유고슬라비아 (현재의 세르비아)에서 헝가리인 부모 밑에서 태어났으며, 보스니아 전쟁의 여파로 도미하여 1994년 미국 국적으로 귀화했다. 캐나다와 헝가리의 뉴스에 따르면, 그녀는 2007년 6월 비공식적으로 헝가리 시민권도 부여받았다.

셀레스는 9개의 그랜드 슬램 타이틀을 획득했는데, 그 중 8개는 유고슬라비아 국적을 가졌을 때 따낸 것이며 1개는 미국 국적 취득 후 따낸 것이다.
셀레스는 1990년 프랑스 오픈에서 16세의 나이로 우승하면서 이 대회 최연소 우승자가 되었다. 그녀는 1991년부터 1992년까지 세계 랭킹 1위에 올랐으나, 1993년 Magdalena Maleeva 와의 경기에서 휴식 도중 독일인 관객에게 10인치 길이의 나이프로 등을 찔리는 사고를 당하면서 선수 생활을 한동안 중단해야만 했다. 이후 1995년 투어에 복귀하여 1996년 호주 오픈에서 우승하는 등 어느 정도 재기에 성공하였으나, 예전과 같은 뛰어난 성적을 완전히 회복하지는 못하였다.

## 기록
- 모니카 셀레스의 다음 기록들은 오픈 시대를 기준으로 한다.

| 그랜드 슬램 | 연도    | 기록 내용     | 타이 기록                                             |
| 호주 오픈   | 1991-93 | 3년 연속 우승 | 마가렛 코트 이본 굴라공 슈테피 그라프 마르티나 힝기스 |
| 프랑스 오픈 | 1990-92 | 3년 연속 우승 | 쥐스틴 에넹                                           |
| 프랑스 오픈 | 1990    | 최연소 우승   | 단독 기록                                             |

## 같이 보기
- 그랜드 슬램 (테니스)
- 역대 WTA 랭킹 1위 테니스 선수 목록